# Ilang-ilang
L'ilang-ilang o reina de la nit (Cananga odorata) és una planta de la família de les anonàcies. Les flors s'utilitzen en perfumeria, car produeixen una aroma molt agradable.

## Distribució i hàbitat
L'ilang-ilang és originari de les Filipines i Indonèsia. Actualment s'ha estès a altres zones de l'Àsia tropical, Madagascar i Haití.
Creix preferentment en llocs mig ombrívols i humits, però pot créixer també a ple sol amb irrigació adequada i temperatura ideal entre 18 i 28 °C, arribant a suportar un màxim de 35 °C i un mínim de 5 °C.
Pot tolerar grans variacions de pH (de 4,5 a 8,0)

## Descripció

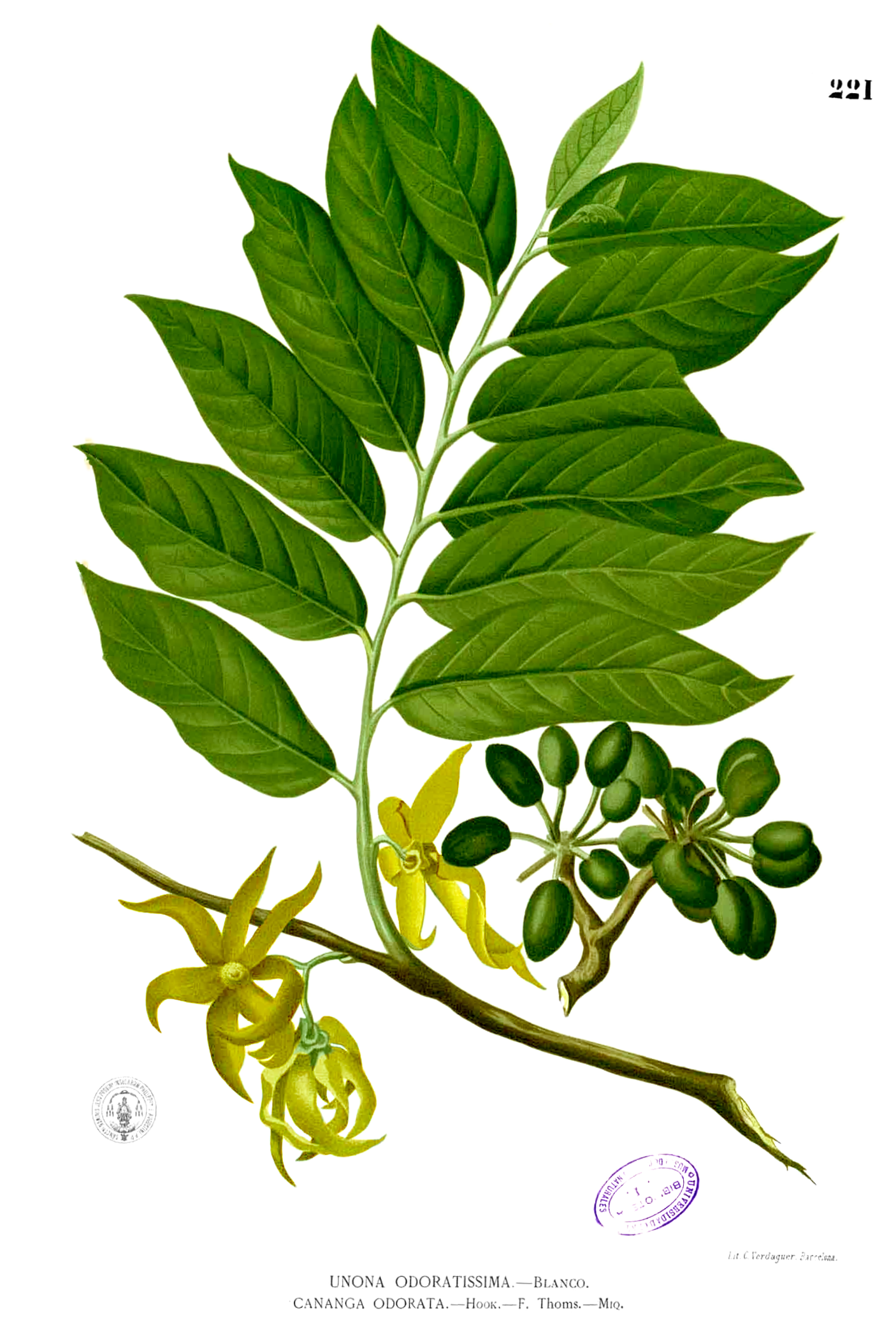
Dibuix d'un atles de la flora de les filipines de finals del.

L'Ilang-ilang és un arbre de creixement ràpid que pot créixer fins a una alçada de 2 m en el primer any. Després creix més lentament arribant a fer uns 12 m, podent arribar excepcionalment fins als 20m.
Les fulles són de color verd fosc podent arribar a mesurar fins a 20 centímetres, acostumen a tenir una forma el·líptica acabades en punta.
Hi ha de 4 a 12 flors a cada bifurcació d'una branca principal. Tenen 6 pètals de color verd groguenc d'uns 8 cm de longitud. Les flors produeixen una aroma intensa, molt agradable. Aquestes flors produeixen un oli essencial que té diverses aplicacions, sobretot en perfumeria.
Els fruits són de color verd, la seva mida és d'1,5 a 2,5 cm. A mesura que maduren es tornen negres. Contenen de 2 a 12 llavors.
L'arbre es propaga fàcilment a partir de llavors, però normalment es fan replantacions amb esqueixos de les seves branques.

## Usos

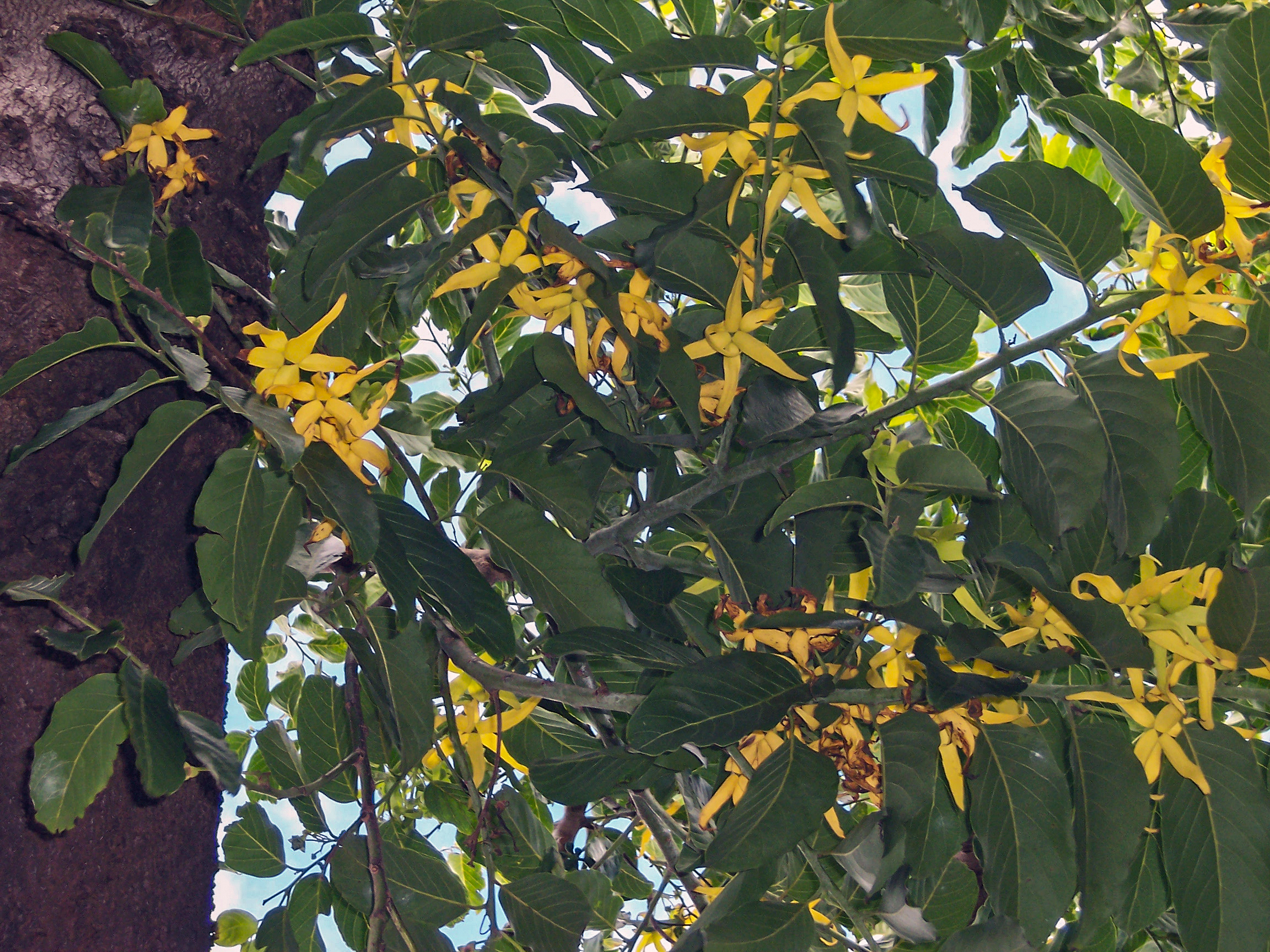
Arbre florit.

Principis actius de l'oli essencial (2%), que s'extreu a partir de la destil·lació dels vapors de les flors: 
- alcohols monoterpènics: linalol (50-60%), geraniol.
- Sesquiterpens.
- Alcohols i èsters: alcohol benzílic, acetat de geranil (5%), benzoat de geranil (10%), benzoat de benzil.
- Fenols.
- Fenilpropanoids.
- Àcid valèric.
- Hidrocarburs monoterpènics: α-pinè.

Té propietats medicinals com a hipotensor, antisèptic, carminatiu, per la cistitis, asma, infeccions intestinals, bronquitis, malària, mal de cap, gota, per a equilibrar la pressió sanguínia en casos d'hipertensió arterial, controlar la secreció de greix i com afrodisíac.

### Perfumeria
S'utilitza també en l'elaboració de perfums, sabons i espelmes.
- Essència 100% pura d'ilang-ilang: La seva olor és dolça, floral, i afrodisíaca. La textura de la seva aroma és bastant forta a l'inici. És considerada com l'essència de les essències i avui en dia, és lo més innovador que existeix en el mercat de l'aromateràpia per les seves diverses propietats cosmètiques terapèutiques.
- L'essència pura és molt concentrada i potent, per això s'ha de diluir en aigua o amb un altre oli i mai aplicar-la directament sobre la pell, ja que pot causar lesions importants.
- Estimula o relaxa el cos i la ment depenent de les necessitats de l'individu.
- Mullant tovalloles petites unes gotes d'essència en aigua i posar-les sobre la cara dona una sensació de benestar i relaxació.
- S'usa també com a olis de massatges en concentració al 2% que permet la seva aplicació directa sobre la pell.

### Toxicitat
C. odorata no és tòxica en petites dosis. La presència d'alcaloides benzinilisoquinoleinics, pot provocar mal de cap, somnolència, dermatitis i al·lèrgia en dosis elevades.
Es recomana no administrar tòpicament a persones amb al·lèrgies respiratòries, hipersensibilitat, ni a dones durant l'embaràs sense prescripció mèdica.

## Curiositats
La planta es va introduir a les Comores el 1909 procedent de les Filipines. Actualment les Comores s'han convertit en el primer productor mundial d'ilang-ilang i n'exporten unes 60 tones a l'any.
L'escut de Mayotte inclou, des del 1982, dues flors d'ilang-ilang al centre.
El Partit dels Socialistes de Catalunya (PSC) va emprar la fragància com a eslògan del partit l'any 2008.